# Maritta Bauerschmidt

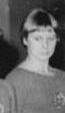
Maritta Bauerschmidt (1966)

Maritta Bauerschmidt, nach Heirat Maritta Grießig, (* 23. März 1950 in Waldheim) ist eine ehemalige deutsche Geräteturnerin, die 1968 eine olympische Bronzemedaille gewann.

## Werdegang

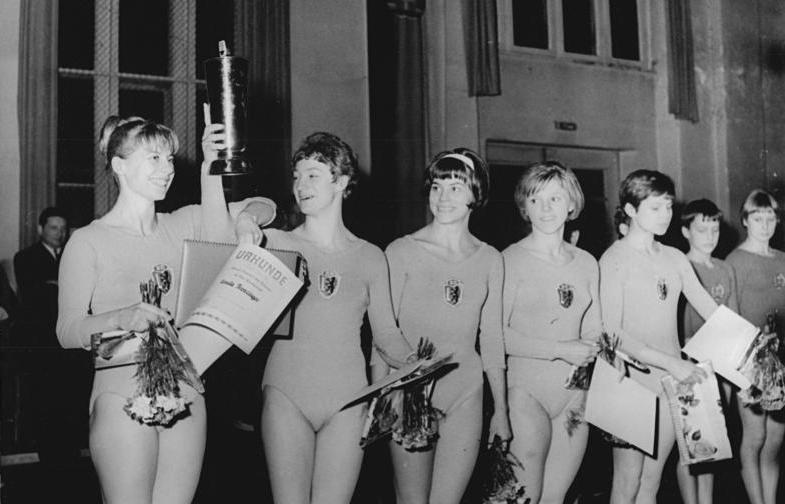
Maritta Bauerschmidt (rechts) bei der Siegerehrung im FDGB-Pokal 1966

Bauerschmidt konnte sich viermal bei DDR-Turnmeisterschaften unter den ersten drei platzieren. 1967 war sie Dritte am Schwebebalken, 1968 Zweite; am Boden war sie 1969 Vizemeisterin und 1970 Dritte. 1968 gehörte sie zur DDR-Riege bei den Olympischen Spielen 1968 in Mexiko. Maritta Bauerschmidt, Karin Janz, Marianne Noack, Magdalena Schmidt, Ute Starke und Erika Zuchold belegten in der Mannschaftswertung den dritten Platz hinter den Riegen aus der Sowjetunion und aus der Tschechoslowakei. In der Einzelwertung belegte Bauerschmidt den zwölften Platz im Mehrkampf und war damit drittbeste Turnerin der DDR.
1970 wechselte sie zur Rhythmischen Sportgymnastik und wurde dort 1971 Vizemeisterin der DDR. Die gelernte Drogistin studierte an der DHfK und gehörte der Sportwerbegruppe des DTSB an. Als Sportlehrerin arbeitete sie zuerst in Budapest, dann in Berlin-Lichtenberg. Nach der Wende war sie in einem Jugendprojekt beschäftigt.